# Avala-Modrý kruh
Avala-Modrý kruh byla protinacistická odbojová organizace působící v Protektorátu Čechy a Morava. Avala (název vrchu nad Bělehradem) bylo krycí heslo pro styk se československou zpravodajskou expoziturou sídlící v Jugoslávii.

## Historie
Organizace byla založena na jaře 1939 šéfem politického zpravodajství ministerstva zahraničí Janem Hajšmanem. Přestože zůstával v pozadí, byl gestapem začátkem září 1939 zadržen v rámci bezpečnostní akce Albrecht I. (Albrecht der Erste), kdy byly zatýkány významné osobnosti I. republiky. Organizaci poté řídil František Blažek. Toho gestapo ho zatklo 17. července 1940, 23. února 1941 ale byl propuštěn, neboť se mu žádnou odbojovou činnost nepodařilo prokázat.

## Činnost
Organizace spolupracovala s řadou dalších odbojových organizací (Obrana národa, Petiční výbor Věrni zůstaneme, Politickým ústředím) a přes zpravodajskou síť komunistů i se sovětským zastoupením. Zprávy získávané ve středních Čechách, na Ostravsku, Prostějovsku i z Prešova byly předávány prostřednictvím vysílačky Sparta a prostřednictvím kurýrů přes Polsko a později přes Jugoslávii. Sbírala informace z hospodářského i politického života a okrajove též získávala informace vojenského významu. 
Získala informace o působení nacistů na bývalém československém velvyslanectví v Lisabonu a o stycících britských germanofilů s nacisty. Podle některých pramenů dokonce odhalila a dekonspirovala šéfa německého zpravodajství v Buenos Aires, jehož špionážní síť pracovala proti USA a umožnila jeho zatčení britskými zpravodajci. 
Díky dodržování přísných zásad konspirace se organizaci německému bezpečnostnímu aparátu přes částečné rozbití nikdy nepodařilo úplně zlikvidovat.

## Velitelé
- Jan Hajšman
- František Blažek
- Josef Císař
- Rastislav Váhala